# Guillermo Stábile
Guillermo Stábile (17. januar 1905 – 27. december 1966) var en argentinsk fodboldspiller (angriber) og -træner, der blev topscorer ved historiens første VM-slutrunde, VM i 1930.
Han spillede for Huracán i hjemlandet, og var desuden udlandsprofessionel i Italien hos Genoa og Napoli, samt i Frankrig hos Red Star Paris. Med Huracán vandt han to argentinske mesterskaber.
Stábile repræsenterede det argentinske landshold ved VM i 1930 i Uruguay. Her var han med til at vinde sølv og blev desuden med otte mål turneringens topscorer, og dermed den første VM-topscorer i historien.
Efter sit karrierestop blev Stábile træner, og var blandt andet i hele 21 år argentinsk landstræner. På denne post førte han argentinerne til hele seks Copa América-titler. Han var desuden klubtræner, blandt andet for Racing Club, som han hjalp til tre argentinske mesterskaber, samt for San Lorenzo og Estudiantes.

## Titler

### Titler som spiller
Primera División de Argentina
- 1925 og 1928 med Huracán

### Titler som træner
Primera División de Argentina
- 1949, 1950 og 1951 med Racing Club

Sydamerika-Mesterskabet (Copa América)
- 1941, 1945, 1946, 1947, 1955 og 1957 med Argentina